# ANA Yokohama Football Club 1986-1987
Questa voce raccoglie le informazioni riguardanti l'ANA Yokohama Football Club nelle competizioni ufficiali della stagione 1986-1987.

## Stagione
Presentatosi ai nastri di partenza del campionato con un nuovo allenatore (Toshihiko Shiozawa) e una rosa rimaneggiata per effetto dei provvedimenti adottati dalla società e dalla federazione in seguito ai fatti controversi dell'anno precedente, l'ANA Yokohama non andò oltre una salvezza in seconda divisione, giungendo all'undicesimo posto finale, e a un'eliminazione al secondo turno di Coppa dell'Imperatore per effetto di una sconfitta per 5-1 nell'incontro con l'Honda Motor.

## Maglia e sponsor
Le divise sono prodotte dalla Puma.
| Manica sinistra · Manica sinistra · Maglietta · Maglietta · Manica destra · Manica destra · Pantaloncini · Pantaloncini · Calzettoni | Manica sinistra · Manica sinistra · Maglietta · Maglietta · Manica destra · Manica destra · Pantaloncini · Pantaloncini · Calzettoni |  |

## Rosa
| N. |                     | Ruolo | Calciatore       |
| -- | ------------------- | ----- | ---------------- |
|    | Giappone (bandiera) | P     | Takeshi Oke      |
|    | Giappone (bandiera) | P     | Koji Osawa       |
|    | Giappone (bandiera) | D     | Tatsuya Makiuchi |
|    | Giappone (bandiera) | D     | Junya Morishige  |
|    | Giappone (bandiera) | D     | Naoto Hori       |
|    | Giappone (bandiera) | D     | Hiroshi Kishida  |
|    | Giappone (bandiera) | D     | Ichiro Umeda     |

| N. |                          | Ruolo | Calciatore        |
| -- | ------------------------ | ----- | ----------------- |
|    | Corea del Sud (bandiera) | C     | Lee Gook-Soo      |
|    | Giappone (bandiera)      | A     | Hitoshi Tomishima |
|    | Giappone (bandiera)      | A     | Masaaki Katō      |
|    | Giappone (bandiera)      | A     | Mikio Kawasaki    |
|    | Giappone (bandiera)      | A     | Ichiro Shijio     |
|    | Giappone (bandiera)      |       | Yoshinori Kumada  |

## Statistiche

### Statistiche di squadra
| Competizione          | Punti | Totale | Totale | Totale | Totale | Totale | Totale | DR |
| Competizione          | Punti | G      | V      | N      | P      | Gf     | Gs     | DR |
| --------------------- | ----- | ------ | ------ | ------ | ------ | ------ | ------ | -- |
| JSL Division 1        | -     | 20+1   | 7+0    | 6+0    | 7+1    | 33+2   | 30+4   |    |
| Coppa dell'Imperatore | -     | 1      | 0      | 0      | 1      | 1      | 5      | -4 |
| Totale                | -     | 22     | 7      | 6      | 9      | 36     | 39     | -3 |